# Atmaca
Atmaca (рус. Ястреб) — турецкая всепогодная противокорабельная ракета большой дальности, разработанная компанией Roketsan. Призвана заменить стоящие на вооружение американские ракеты Harpoon.
Разработка началась в 2012 году. Принята на вооружение в 2021.
Противокорабельные ракеты Atmaca, не уступая по ТТХ американским аналогам, оказываются примерно вдвое дешевле в производстве.

## История
Правительство Турции начало работу над развитием собственного ВПК в 90е годы, желая избавиться от зависимости зарубежных поставок вооружений в страну, после развала СССР, опасаясь того, что бывшие союзники по НАТО — США и страны Европы — могут стать злейшими врагами, особенно в контексте давнего противостояния Турции с европейской Грецией и внутренним курдским конфликтом.
Правительство поручило оборонным компаниям начать работу над созданием национальной противокорабельной ракеты, которая, как планировалось, должна была заменить стоящие на вооружении ракеты Harpoon.
Программа была инициирована в 2009 году, когда заместитель министра оборонной промышленности (SSM) Турции подписал контракт с Roketsan на разработку крылатой ракеты класса «земля-земля» для нужд ВМС Турции. Генеральный подрядчик, компания Roketsan, начала проектные исследования в сентябре 2012 года, после получения результатов своего предыдущего контракта на исследования и разработки с заместителем министра оборонной промышленности Турции под руководством Командования исследовательского центра ВМС (АРМЕРКОМ). Ракету планировалось разработать для мультиплатформы, способной запускать не только с боевых кораблей, но и с подводных лодок, самолетов, береговых батарей, в том числе для наземных ударных операций.
С ноября 2016 года было проведено множество тестовых пусков ракеты. На основе результатов продолжалась модернизация и улучшение ракеты.
Контракт на серийное производство противокорабельных ракет турецкого производства был подписан 29 октября 2018 года.
В августе 2023 стало известно, что Турция собирается снимать с вооружения около 350 американских ракет Harpoon и заменять их на ракеты Atmaca.
В конце января 2024 года стало известно, что противокорабельные ракеты Atmaca пойдут на экспорт в другие страны. Первым иностранным покупателем станет Индонезия, подписавшая контракт на закупку данных ракет.

## Описание
Ракета является автономной, обладает малой радиолокационной заметностью, устойчива к воздействию средств радиоэлектронного подавления и может применяться в любых погодных условиях. Кроме того, по заявлению производителя, оператор ракеты может планировать траекторию ее полета в пространстве с учетом всех трех измерений, менять координаты назначенной цели после ее пуска, а также и вовсе отменять полетное задание, используя встроенный в ПКР канал передачи данных. Ракета движется на предельно малых высотах относительно поверхности воды, что делает ее чрезвычайно сложной для перехвата.
Помимо этого, для точного наведения ракета оснащена модулями инерциальной навигации и GPS. Длина ПКР составляет от 4,3 до 5,2 метра, масса — 750 кг, а дальность полета — 250 км. Масса боевой части у нее достигает 220 кг.
Первоначально заявленная дальность полета ракеты составляла 280 км, однако при использовании отечественного турбореактивного двигателя KTJ-3700 дальность полета ракеты превысила 400 км.
Kara ATMACA запускается с тактической колесной машины Derman 8x8 производства компании Koluman. Такая мобильность в значительной степени способствует оперативной маневренности.
Kara Atmaca, которая, как ожидается, будет включена в инвентарь Сухопутных войск Турции в 2025 году, значительно усилит региональное сдерживание Турции.

## Тесты
- 3 ноября 2019 года ВМС Турции успешно провели первую корабельную стрельбу с корвета класса Ada TCG Kınalıada в Черном море.[8]
- 1 июля 2020 г. ракета «Atmaca» успешно поразила цель на дальности более 200 км.[9]
- 3 февраля 2021 года противокорабельная ракета «Atmaca» успешно поразила цель в ходе испытательного огня корвета TCG «Kınalıada» в Синопе.[10]
- В июне 2021 года ракета «Atmaca» успешно поразила снятый с вооружения корабль TCG Işın (А-589) в ходе сертификационных испытаний, ознаменовав начало его серийного производства.[11][12]
- В июне 2021 года «Atmaca» провела 20 успешных испытательных стрельб.[13]
- В августе 2023 года Турция объявила, что этими ракетами будет оснащено 11 кораблей.[14]
- 10 марта 2024 года ракета «Atmaca» успешно поразила цель с помощью первого отечественного турбореактивного двигателя Турции KTJ-3200, разработанного компанией Kale Ar-Ge.[15]

## Тактико-технические характеристики
- Масса: 750 кг
- Длина: 4800 — 5200 мм
- Диаметр: 350 мм
- Размах крыльев: 1.4 м
- Эффективная дальность стрельбы: 250 км
- Масса боевой части: 220 кг
- Двигатель: турецкий KTJ-3200 от Kale Group[15]
- Максимальная скорость: 0.85 — 0.90 М
- Система наведения: GPS / INS + RA + DL
- Платформа[3]
  - Фрегаты
  - Корветы
  - Патрульные корабли
  - Батареи береговой обороны
  - Беспилотный надводный аппарат

## Операторы
Турция — на вооружении с 2021 года
 Индонезия — 45 ракет Atmaca на январь 2024